# Thymus caespititius
Thymus caespititius — вид рослин родини глухокропивові (Lamiaceae), поширений у Іспанії, Португалії, на Азорських островах і Мадейрі.

## Опис
Утворює компактні низькі килимки, 2–7(10) см заввишки у квітках. Столони ≈40 см, іноді під землею. Листки вузько-заокруглені, ≈8 мм, війчасті при основі, на решті — голі. Чашечка 4–5(6) мм, волосата, іноді гола з жовтими сфероїдальними залозами; трубка 3 мм. Квіти від багрянисто-рожевого до майже білого забарвлення. Вінчик ≈5 мм. Пиляки багрового кольору. Горішки ≈0.6 × 0.8 мм, яйцюваті. 2n = 30. 

## Поширення
Поширений у пн.-зх. Іспанії, Португалії, Азорських островах і Мадейрі.
Зростає на узліссях, на крем'янистих підкладках; 10–1200 м.